# Nombre e
|  | No s'ha de confondre amb Constant d'Euler-Mascheroni. |

El gràfic y=1/x, i e és el nombre que fa l'àrea igual a 1.

La constant matemàtica e és la base dels logaritmes naturals, és l'únic nombre el logaritme natural del qual és 1. És considerat el nombre per excel·lència del càlcul de la mateixa manera que el nombre {\displaystyle \pi }  ho és de la geometria. El nombre e s'anomena a vegades constant d'Euler, en honor del matemàtic suís Leonhard Euler i també constant de Napier, en honor del matemàtic escocès John Napier que va introduir els logaritmes.
El número e té una importància eminent en matemàtiques al costat de 0, 1, π i i. Els cinc apareixen en una formulació de la identitat d'Euler i tenen un paper important i recurrent en les matemàtiques. Igual que la constant π, e és irracional (és a dir, no es pot representar com una proporció de nombres enters) i transcendent (és a dir, no és una arrel de cap polinomi diferent de zero amb coeficients racionals). Les primeres xifres de la seva expressió decimal il·limitada són 2,7182818284590. És un nombre present en múltiples camps de la ciència i la tècnica. Intervé, per exemple en el càlcul de la velocitat de buidatge d'un dipòsit d'aigua, en el gir d'un penell enfront d'una ràfega de vent o el moviment del sistema amortidor d'un automòbil.

## Definició
El nombre e es defineix com el límit de la successió {\displaystyle n\mapsto \left(1+{\frac {1}{n}}\right)^{n}}. Aquest límit existeix, ja que la successió és creixent i limitada per sobre.
{\displaystyle e=\lim _{n\to \infty }\left(1+{\frac {1}{n}}\right)^{n}}
Aquesta expressió del nombre e apareix en l'estudi de l'interès compost. El nombre e apareix en múltiples camps de les matemàtiques, des de la teoria de la probabilitat a l'anàlisi complexa. El seu valor aproximat per truncament als 50 decimals és 2,71828182845904523536028747135266249775724709369995
El nombre e es pot definir també mitjançant la sèrie infinita
{\displaystyle e=\sum _{n=0}^{\infty }{1 \over n!}={1 \over 0!}+{1 \over 1!}+{1 \over 2!}+{1 \over 3!}+{1 \over 4!}+\cdots }
on n! és el factorial de n. Aquesta sèrie convergeix puix que hom té
{\displaystyle 1+1+{1 \over 2!}+{1 \over 3!}+{1 \over 4!}+\cdots \leq 1+1+{\frac {1}{2}}+{\frac {1}{2^{2}}}+{\frac {1}{2^{3}}}+\cdots =3,}
és a dir, el desenvolupament en sèrie de e és majorat mitjançant una sèrie geomètrica que és convergent perquè té una raó igual a 1/2.
Finalment, es pot considerar e com a l'única solució positiva x de l'equació integral
{\displaystyle \int _{1}^{x}{\frac {1}{t}}\,dt={1}.}
Es pot demostrar que aquestes definicions són equivalents.
La funció exponencial {\displaystyle x\longmapsto e^{x}}és important ja que és l'única (a menys de multiplicació per constants) funció que és igual a la seva derivada, i s'usa habitualment per a modelitzar processos de creixement o decreixement.
La fracció contínua de e conté una estructura interessant, com es mostra a continuació:
{\displaystyle e=[2;1,2,1,1,4,1,1,6,1,1,8,1,1,10,1,1,12...]\,}

## Història
Les primeres referències a la constant es van publicar el 1618 a la taula d'un apèndix d'un treball sobre logaritmes de John Napier. Tanmateix no contenia la constant en si, sinó simplement una llista de logaritmes calculats a partir de la constant. Se suposa que la taula va ser escrita per William Oughtred. El propi descobriment de la constant s’acredita a Jacob Bernoulli el 1683, que va intentar trobar el valor de la següent expressió (que és igual a e):
{\displaystyle \lim _{n\to \infty }\left(1+{\frac {1}{n}}\right)^{n}.}
El primer ús conegut de la constant, representat per la lletra b, fou en correspondència de Gottfried Leibniz a Christiaan Huygens el 1690 i el 1691. Leonhard Euler va introduir la lletra e com a base per als logaritmes naturals, escrivint en una carta a Christian Goldbach el 25 de novembre de 1731. Euler va començar a utilitzar la lletra e per a la constant el 1727 o el 1728, en un document inèdit sobre les forces explosives en canons, mentre que la primera aparició d'e en una publicació va ser a Mechanica, sive motus scientia analytica exposita (1736).

## Propietats

### Càlcul
Com en la motivació, la funció exponencial ex és important en part perquè és l'única funció (llevat de multiplicació per una constant K) que és igual a la seva pròpia derivada:
{\displaystyle {\frac {d}{dx}}Ke^{x}=Ke^{x},}
i per tant també és igual a la seva pròpia primitiva:
{\displaystyle \int Ke^{x}\,dx=Ke^{x}+C.}
Equivalentment, la família de funcions
{\displaystyle y(x)=Ke^{x}}
on K és un nombre complex qualsevol, és la solució completa a l'equació diferencial
{\displaystyle y'=y.}

### Desigualtats
El nombre e és l'únic nombre real tal que
{\displaystyle \left(1+{\frac {1}{x}}\right)^{x}<e<\left(1+{\frac {1}{x}}\right)^{x+1}}
per tot x positiu.
També existeix la següent desigualtat
{\displaystyle e^{x}\geq x+1}
per tot x real, i hi ha igualtat si i només si x = 0. A més, e és l'única base de l'exponencial per la qual la desigualtat ax ≥ x + 1 és vàlida per tot x. Això és un cas límit de la desigualtat de Bernoulli.

### Funcions de tipus exponencial

El màxim global de es dona a x = e.

El problema de Steiner consisteix a trobar el màxim global de la funció
{\displaystyle f(x)=x^{\frac {1}{x}}.}
Aquest màxim es dóns precisament a x = e. (Es pot comprovar que la derivada de ln f(x) és zero només per aquest valor de  x.)
Similarment, x = 1/e és quan hi ha el mínim global de la funció
{\displaystyle f(x)=x^{x}.}
La tetració infinita
{\displaystyle x^{x^{x^{\cdot ^{\cdot ^{\cdot }}}}}} o {\displaystyle {^{\infty }}x}
congergeix si i només si x ∈ [(1/e)e, e1/e] ≈ [0.06599, 1.4447] , demostrat per un teorema de Leonhard Euler.

### Teoria de nombres
El nombre real e és irracional. Euler ho va demostrar observant que la seva expansió en fracció contínua no acaba mai. (Vegi's també la demostració que e és irracional de Fourier.)
A més, a partir del teorema de Lindemann-Weierstrass, e és transcendent, en el sentit que no és solució de cap equació polinomial no-sero amb coeficients racionals. Va ser el primer nombre del qual es va demostrar aquesta propietat sense haver estat específicament demostrat amb aquest propòsit (compari's amb el nombre de Liouville); la demostració va ser a càrrec de Charles Hermite l'any 1873.
S'ha conjecturat que e és un normal, en el sentit que quan e s'expressa en qualsevol base els possibles dígits en aquella base estan distribuïts uniformement (apareixen en igual probabilitat en qualsevol seqüència d'una longitud donada).
S'ha conjecturat que e no és un període de Kontsevich-Zagier.

### Nombres complexos
Es pot escriure la funció exponencial ex com una expansió en sèrie de Taylor
{\displaystyle e^{x}=1+{x \over 1!}+{x^{2} \over 2!}+{x^{3} \over 3!}+\cdots =\sum _{n=0}^{\infty }{\frac {x^{n}}{n!}}.}
Com que la sèrie és convergent per tot valor complex de x, s'utilitza habitualment per estendre la definició de ex als nombres complexos. Això, juntament amb la sèrie de Taylor per al sin i cos x, permet derivar la fórmula d'Euler:
{\displaystyle e^{ix}=\cos x+i\sin x,}
que és vàlid per tot valor complex de x. El cas particular amb x = π és la identitat d'Euler:
{\displaystyle e^{i\pi }+1=0,}
de la qual segueix que, en la branca principal del logaritme,
{\displaystyle \ln(-1)=i\pi .}
A més, utilitzant les lleis de l'exponenciació,
{\displaystyle (\cos x+i\sin x)^{n}=\left(e^{ix}\right)^{n}=e^{inx}=\cos(nx)+i\sin(nx),}
que és la fórmula de De Moivre.
Es poden deduir les expressions de cos x i sin x en termes de la funció exponencial a partir de la sèrie de Taylor:
{\displaystyle \cos x={\frac {e^{ix}+e^{-ix}}{2}},\qquad \sin x={\frac {e^{ix}-e^{-ix}}{2i}}.}
L'expressió
{\displaystyle \cos x+i\sin x}
és sovint abreviada com cis(x).

### Dígits coneguts
El nombre dels dígits coneguts de e ha augmentat substancialment durant les darreres dècades. Això es deu tant a la millora dels ordinadors així com la dels algorismes.
| Data | Dígits decimals | Càlcul fet per               |
| ---- | --------------- | ---------------------------- |
| 1690 | 1               | Jacob Bernoulli              |
| 1714 | 13              | Roger Cotes                  |
| 1748 | 23              | Leonhard Euler               |
| 1853 | 137             | William Shanks               |
| 1871 | 205             | William Shanks               |
| 1884 | 346             | J. Marcus Boorman            |
| 1949 | 2,010           | John von Neumann (a l'ENIAC) |
| 1961 | 100,265         | Daniel Shanks i John Wrench  |
| 1978 | 116,000         | Steve Wozniak amb l'Apple II |

Des de 2010, la proliferació dels ordinadors de taula d'alta velocitat ha permès a aficionats calcular trilions de dígits de e en quantitats de temps acceptables. El 5 de desembre de 2020, es va fer un càlcul de rècord, trobant 31 415 926 535 897 (aproximadament π × 1013) dígits de e.

## Identitat d'Euler
La següent expressió, la identitat d'Euler, que relaciona les cinc constants més importants en matemàtiques, va ser descoberta per Leonhard Euler:
{\displaystyle e^{i\pi }+1=0\,\!}
Aquesta és un cas particular (amb x = 0 i y = π) de la fórmula d'Euler:
{\displaystyle e^{x+i\cdot y}=e^{x}\cdot (\cos y+i\cdot \sin y)}
vàlida per a tot {\displaystyle x,y\in {\mathbb {R} }} (i de fet per a tot {\displaystyle x,y\in {\mathbb {C} }}).

## Asímptotes
El nombre e surt de manera natural en diferents problemes que involucren les asímptotes. N'és un exemple la fórmula de Stirling que es fa servir per a l'anàlisi asimptòtica de la funció factorial, on els dos nombres e i π es troben involucrats:
{\displaystyle n!\sim {\sqrt {2\pi n}}\,\left({\frac {n}{e}}\right)^{n}.}
Una conseqüència particular és:
{\displaystyle e=\lim _{n\to \infty }{\frac {n}{\sqrt[{n}]{n!}}}}.

## Implementació en informàtica
Es pot calcular una aproximació del nombre e amb n termes de la seqüència de Taylor citada. En C++ tenim un codi com el següent:
```
#include
 
<iostream>

using
 
namespace
 
std
;

double
 
aproxima_e
(
int
 
n
)
 
{

 
//funció que aproxima el nombre e amb la seqüència de taylor:

 
// suma 1/fact(i) des de i=0 fins n

 
//no cal fer servir la funció factorial en cada denominador.

 
if
(
n
 
==
 
0
)
 
return
 
0
;

 
double
 
facti
 
=
 
1
;
 
//ini a 1: factorial(0). necessitem que sigui double per evitar errors de sobreeiximent

 
double
 
s
 
=
 
1
;

 
for
(
int
 
i
 
=
 
1
;
 
i
 
<
 
n
;
 
++
i
)
 
{

 
facti
 
*=
 
i
;
 

 
s
 
+=
 
1
/
double
(
facti
);
 

 
}

 
return
 
s
;

}

int
 
main
()
 
{

 
cout
.
setf
(
ios
::
fixed
);

 
cout
.
precision
(
10
);

 
int
 
n
;

 
while
(
cin
 
>>
 
n
)
 
{

 
cout
 
<<
 
"Amb "
 
<<
 
n
 
<<
 
" terme(s) obtenim "
 
<<
 
aproxima_e
(
n
)
 
<<
 
endl
;

 
}

}

```